# Blanche Barton
Blanche Barton, née Sharon Leigh Densley le 1er octobre 1961, est la grande-prêtresse américaine de l'Église de Satan, poste dont elle a hérité, en 1997, à la mort de son mari Anton Szandor LaVey, fondateur de l'église.
Après avoir été "Nadramia" des chairmistress, elle est "haute prêtresse" jusqu'au 30 avril 2002, quand elle a nommé Peggy Nadramia haute prêtresse. Elle a mené en 1999 une campagne d'appel aux dons, pour lever les 400 000 dollars nécessaires au rachat de la « Maison Noire », où plusieurs des rites notoires de l'église avaient été exécutés. 
Elle est la mère du seul fils de LaVey, Satan Xerxes Carnacki LaVey, né le 1er novembre 1993.
Elle a écrit plusieurs livres sur le satanisme.

## Publications
- L'Église de Satan : Une histoire de Religion la plus notoire du monde, Hells Kitchen Production, 1990.  (ISBN 0-9623286-2-6)
- La vie secrète d'un Sataniste : La biographie autorisée d'Anton LaVey, Feral House, 1990.  (ISBN 0-922915-12-1)